# خورشید سیاه‌چاله
خورشید سیاه‌چاله (Black Hole Sun) تک‌آهنگی از ساوندگاردن است که در سال ۱۹۹۴ میلادی منتشر شد. این ترانه توسط خواننده اصلی گروه کریس کرنل نوشته شد و به عنوان سومین تک‌آهنگ از چهارمین آلبوم استودیی آنها سوپرآننون منتشر شد.
این تک‌آهنگ در چارت ترانه‌های راک آمریکا در رتبه اول و در چارت‌های استرالیا، جزو ده ترانه اول قرار گرفت.